# Броненосни крайцери тип „Дрейк“
Дрейк (на английски: Drake) са серия броненосни крайцери на Кралския военноморски флот, построени в началото на XX век. Те са развитие на Броненосни крайцери тип „Креси“. В кралския флот се отнасят към крайцерите от 1-ви клас. Всичко от проекта са построени 4 единици: „Дрейк“ (на английски: HMS Drake), „Гуд Хоуп“ (на английски: HMS Good Hope), „Левиатан“ (на английски: HMS Leviathan), „Кинг Алфред“ (на английски: HMS King Alfred). Всички те вземат активно участие в Първата световна война.
Проектът е подложен на критика заради големите размери и себестойност, което довежда до разработването на „умерените“ броненосни крайцери тип „Кент“.

## Проектиране
Проектът е с явна противокрайцерска насоченост.
Корабите са проектирани за противодействие на френските броненосни крайцери във войната по търговските пътища Също така те са разчетени да противостоят на новия руски броненосен крайцер „Громобой“, който макар и не бързоходен е солидно брониран и въоръжен, защото на вече съществуващите крайцери от типа „Креси“ не им достига скорост за противодействие на французите и мощ за противодействие на руския крайцер, нивото на защитата им е напълно достатъчно. За това от новите крайцери са иска, преди всичко, високата за своето време скорост от 23 възела, за това и крайцерите се строят около силовата установка: двете гигантски парни машини и 43 котела „Белвил“.

## Конструкция
Увеличен вариант на Броненосни крайцери тип „Креси“ с по-мощно въоръжение и по-голяма скорост. По своите размери съответства на „Паурфул“, по бронирането си на „Креси“, а по въоръжение превъзхожда и двамата.

### Корпус
Броя на надстройките е рязко съкратен – силуетът му става по-нисък. Газенето е ограничено до лимита на Суецкия канал.

### Силова установка
Силовата установка включва 43 парни котли, модел „Белвил“ и две парни машини с тройно разширение, тяхната проектна мощност е 30 000 к.с.
Запас въглища: нормален 1250 английски тона (около 1270 метрични тона), пълен 2500 английски тона (около 2540 метрични тона)
Всички крайцери превишават проектната си скорост. На ходовите изпитания „Дрейк“ достига скорост от 24,11 възела (44,65 km/h). Разчетите за достигането на огромната далечина на плаване също се оправдават, тя съставя 8200 мили на ход 10 възела.

### Брониране
Круповски тип броня. Главният броневи пояс е дебел 152 mm, висок 3,5 m и дълъг 78 m, при кърмата се затваря от бронирана траверса с дебелина 127 mm, носов травес няма, което е странно за контрарейдер. Бронепоясът към носа на кораба изтънява от 102 mm до 51 mm. Бронепалубата е с дебелина 25 mm, а при кърмовия траверс достига 63 mm, което е по-тънко, отколкото на „Креси“. Дебелината при кулите е 152 mm, на казематите е от 127 до 51 mm, на бойната рубка: 305 mm. Дължината на броневия пояс е 122 m. Общата площ на бронирания борд е 30%.

### Въоръжение
Главният калибър се състои от две 9,2-дюймови (234-мм) оръдия в еднооръдейни кули с разделно зареждане, в носа и кърмата. Максималният ъгъл на вертикална наводка е 15°, което осигурява на 170 kg снаряд максимална далечина на стрелбата от 14 200 m. Средният калибър се състои от шестнадесет 152-mm оръдия, модел Mk VII, които са разположени в каземати по мидъла. Осем от тях са на главната палуба и могат да се използват само по време на щил. Те изстрелват 45,4-kg снаряди на 11 200 m. Дванадесетте 76-mm оръдия са предназначени за борба с вражеските миноносци. 47-mm оръдия са предназначени за поддръжка на десанта. Корабите имат и два 18-дюймови (457-mm) подводни торпедни апарата.
| Оръдие                            | 9.2"/46,7 Mark Х    | 6"/45 Mark VII      |
| --------------------------------- | ------------------- | ------------------- |
| Начало на експлоатация            | 1900                | 1901                |
| Калибър, mm                       | 234                 | 152                 |
| Дължина на ствола, калибра        | 46,7                | 45                  |
| Скорострелност, изстрела в минута | 3 – 4               | 5 – 7               |
| Ъгли на наводка                   | -5°/+15°            | -7°/+15°            |
| Тип зареждане                     | картузно (разделно) | картузно (разделно) |
| Тегло на снаряда, kg              | 172,4               | 45,4                |
| Начална скорост, m/s              | 847                 | 784                 |
| Максимална далекобойност, m       | 14 170              | 13 350              |

## История на службата
- „Дрейк“ е заложен на 24 април 1899 г., спуснат на вода на 5 март 1901 г., влиза в строй на 13 януари 1903 г., потъва на 2 октомври 1917 година, торпилиран от немска подводница. В началото на войната е използван за транспортиране на злато от руския златен резерв, с което са погасявани руските заеми към съюзниците в Антантата.
- „Гуд Хоуп“ (екс HMS Africa) е заложен на 11 септември 1899 г., спуснат на вода на 21 февруари 1901 г., влиза в строй на 8 ноември 1902 г., потъва на 1 ноември 1914 година, потопен е в сражението при Коронел от немските броненосни крайцери „Шарнхорст“ и „Гнейзенау“.
- „Кинг Алфред“ е заложен на 11 август 1899 г., спуснат на вода на 28 октомври 1901 г., влиза в строй на 22 декември 1903 г., изключен от флота през 1920 година. Предаден за скрап.
- „Левиатан“ е заложен на 30 ноември 1899 г., спуснат на вода на 3 юли 1901 г., влиза в строй на 16 юни 1903 г., изключен от флота през 1920 година. Предаден за скрап.

## Оценка на проекта
Към момента на влизането си в строй крайцерите се смятат за удачен проект.
|                                          | „Глуар“                                               | „Креси“                                                          | „Громобой“                                                  | „Жанна д’Арк“                                 | „Дрейк“                                                          | „Фридрих Карл“                                  | „Изумо“                                           | „Баян“                                                    |
| ---------------------------------------- | ----------------------------------------------------- | ---------------------------------------------------------------- | ----------------------------------------------------------- | --------------------------------------------- | ---------------------------------------------------------------- | ----------------------------------------------- | ------------------------------------------------- | --------------------------------------------------------- |
| Година на залагане                       | 1899                                                  | 1898                                                             | 1898                                                        | 1899                                          | 1899                                                             | 1901                                            | 1898                                              | 1900                                                      |
| Година на влизане в строй                | 1903                                                  | 1901                                                             | 1900                                                        | 1902                                          | 1903                                                             | 1903                                            | 1900                                              | 1903                                                      |
| Водоизместимост нормална, т              | 9856                                                  | 12 193                                                           | 12 359                                                      | 11 270                                        | 14 224                                                           | 9087                                            | 9906                                              | 7326                                                      |
| Пълна, т                                 | ?                                                     |                                                                  |                                                             |                                               |                                                                  | 9875                                            | 10 305?                                           | 8238                                                      |
| Мощност на ПМ, к.с.                      | 21 800                                                | 21 000                                                           | 14 500                                                      | 33 000                                        | 30 000                                                           | 17 000                                          | 14 500                                            | 16 500                                                    |
| Максимална скорост, възела               | 21,5                                                  | 21                                                               | 19                                                          | 21,8                                          | 23                                                               | 20,5                                            | 20,75                                             | 20,9                                                      |
| Далечина на плаване, мили (на ход, въз.) | 6500(10)                                              | 7200 (10)                                                        | 8200 (10)                                                   | 13 500 (10)                                   | 8200 (10)                                                        | 5000 (10)                                       | 4900 (10)                                         | 3900 (10)                                                 |
| Брониране, мм                            |                                                       |                                                                  |                                                             |                                               |                                                                  |                                                 |                                                   |                                                           |
| Тип на бронята                           | СХ                                                    | КС                                                               | СХ                                                          | СХ                                            | КС                                                               | КС                                              | КС                                                | СХ                                                        |
| Пояс                                     | 150                                                   | 152                                                              | 152                                                         | 150                                           | 152                                                              | 100                                             | 178                                               | 200                                                       |
| Палуба (скосове)                         | 55(45)                                                | 38(38)                                                           | 38 – 64 (черупковидна)                                      | 64 (35)                                       | 25 – 63 (черупковидна)                                           | 40(50)                                          | 63(63)                                            | 60                                                        |
| Кули                                     | 170                                                   | 152                                                              | —                                                           | 160                                           | 152                                                              | 150                                             | 152                                               | 150                                                       |
| Барбети                                  | 140                                                   | 152                                                              | —                                                           | 140                                           | 152                                                              | 150                                             | 152                                               | 150                                                       |
| Рубка                                    | 150                                                   | 305                                                              | 305                                                         | 150                                           | 305                                                              | 150                                             | 356                                               | 160                                                       |
| Въоръжение                               | 2×194-мм/40 8×1×164-мм/45 6×100 мм 18×1×47-мм/43 2 ТА | 2×1×234-мм/46,7 12×1×152-мм/45 12×1×76,2-мм/40 3×1×47-мм/43 2 ТА | 4×203-мм/45 16×1×152-мм/45 24×1×75-мм/50 12×1×47-мм/43 2 ТА | 2×194-мм/40 16×1×138-мм/45 16×1×47-мм/43 2 ТА | 2×1×234-мм/46,7 16×1×152-мм/45 12×1×76,2-мм/40 3×1×47-мм/43 2 ТА | 2×2×210-мм/40 10×1×150-мм/40 12×1×88-мм/35 4 ТА | 2×2×203-мм/40 14×1×152-мм/40 12×1×76,2-мм/40 5 ТА | 2×203-мм/45 8×1×152-мм/45 20×1×75-мм/50 8×1×47-мм/43 2 ТА |

## Коментари
1. ↑  Всички характеристики са приведени според Ненахов Ю. Ю. Указ. Соч. С. 306.
2. ↑  Фактическият ∅ на торпедата е 17,72 дюйма (450 mm)
3. ↑  Практическа бойна скорострелност 2 изстрела в минута
4. ↑  За британските и американските кораби в източниците водоизместимостта е дадена в дълги тонове, за това тя е преизчислена в метрични тонове
5. ↑  За петдюймовата и нагоре.